# Șestovîțea, Cernihiv
Șestovîțea (în ucraineană Шестовиця) este o comună în raionul Cernihiv, regiunea Cernihiv, Ucraina, formată numai din satul de reședință.

## Demografie
Componența lingvistică a comunei Șestovîțea
     Ucraineană (98,4%)
     Alte limbi (1,6%)
Conform recensământului din 2001, majoritatea populației comunei Șestovîțea era vorbitoare de ucraineană (98,4%), existând în minoritate și vorbitori de alte limbi.